# Боровець-Перший
Боровець-Перший (пол. Borowiec Pierwszy) — село в Польщі, у гміні Пшитик Радомського повіту Мазовецького воєводства.
У 1975-1998 роках село належало до Радомського воєводства.